# Antes que Eu me Esqueça
Antes que Eu me Esqueça é um filme brasileiro do gênero comédia dramática de 2018, dirigido por Tiago Arakilian e com roteiro de Luísa Parnes e produção-executiva de Carlos Saldanha. O filme traz como protagonista José de Abreu, como um juiz aposentado com princípio da doença de Alzheimer, e Danton Mello e Letícia Isnard como seus filhos.

## Enredo
Aos 80 anos, o juiz aposentado Polidoro (José de Abreu) decide virar sócio de uma boate de strip-tease, chocando sua filha Beatriz (Letícia Isnard), que entra com uma ação judicial para tentar bloquear seus bens e declara-lo incapaz de tomar as próprias decisões, as quais precisariam passar por seu crivo antes. No julgamento é determinado que o outro filho de Polidoro, Paulo (Danton Mello), precisa aprovar ou refutar a interdição, porém os dois não se falam a anos e tem graves problemas do passado, o qual precisam resolver. Esta é a única esperança de Polidoro de que não seja considerado um incapaz.

## Elenco
- José de Abreu como Polidoro Pereira de Carvalho
- Danton Mello como Paulo Pereira de Carvalho
- Letícia Isnard como Bia Pereira de Carvalho
- Aisha Jambo como Drª Bianca
- Guta Stresser como Joelma
- Mariana Lima como Maria Pia
- Eucir de Souza como Alceu
- Saulo Rodrigues como Braulio
- Kathia Calil como Kats
- Miguel Nader como Jorjão
- Augusto Madeira como David
- Dedé Santana como Gregório
- Silvio Matos como Evandro
- Luiz Magnelli como Milton

## Lançamento
Em São Paulo, o filme teve uma pré-estreia no Shopping Cidade Jardim, que contou com a presença do elenco. O filme estreou no dia 24 de maio de 2018 para o público geral.

## Recepção

### Recepção da Crítica
Luiz Zanin Oricchio, do jornal O Estado de São Paulo, escreveu que: "Antes que Eu me Esqueça, dirigido por Tiago Arakilian, mostra, como seu protagonista, seus altos e baixos. Poderia ser bem melhor."
Lúcia Monteiro, do jornal Folha de S.Paulo, sustentou que: "Se o tom predominantemente sexista, assim como o uso de clichês ligados ao envelhecimento, à família burguesa e aos subalternos decepciona, isso não chega a prejudicar o outro polo do filme: uma comovente e bem contada narrativa de relação entre pai e filho."

## Ligações Externas
- Antes que eu me esqueça (em inglês) no IMDb
- Antes que eu me esqueça (em inglês) no Letterboxd
- Antes que eu me esqueça (em português) no AdoroCinema